# Tropicana Field
Tropicana Field är en inomhusarena för baseboll och amerikansk fotboll (tidigare även använd för ishockey) i St. Petersburg i Florida i USA. Arenan är hemmaarena för Tampa Bay Rays, som spelar i American League, en av de två ligorna i Major League Baseball (MLB).

## Historia
Arenan, som från början hette Florida Suncoast Dome, började byggas 1986 och öppnades i mars 1990, till en byggkostnad av cirka 130 miljoner dollar. Arenan byggdes för baseboll för att locka en MLB-klubb till Tampa Bay-området. På grund av det varma, fuktiga klimatet med många kraftiga regnoväder blev det en inomhusarena.
Trots idoga försök att få en MLB-klubb till arenan hade den vid öppnandet fortfarande inte klart med någon hemmaklubb, men 1991 började Tampa Bay Storm i Arena Football League (AFL) spela där. Ett par år senare flyttade även den nybildade ishockeyklubben Tampa Bay Lightning i National Hockey League (NHL) in. Arenan bytte då namn till Thunderdome. Under de tre säsonger som Lightning spelade sina hemmamatcher i arenan uppnåddes de 20 högsta publiksiffrorna i NHL-historien, inklusive rekordet 28 183 åskådare i en slutspelsmatch den 23 april 1996. Arenan har även använts för bland annat Davis Cup-tennis och collegebasket.
Medan Storm och Lightning spelade i arenan fortsatte försöken att locka MLB. 1995 blev det så äntligen bestämt att en nybildad MLB-klubb, Tampa Bay Devil Rays (dagens Tampa Bay Rays), skulle börja spela i arenan 1998. Efter att Storm och Lightning flyttat till en ny arena, Ice Palace, hösten 1996 påbörjades en omfattande renovering som tog 17 månader att göra klar. Det nuvarande namnet Tropicana Field fick arenan den 4 oktober 1996 efter ett sponsoravtal med juice-tillverkaren Tropicana.
Under flera år har Tampa Bay Rays önskat flytta till en ny arena, men vintern 2013/14 gjorde man en del förändringar i Tropicana Field. Framför allt rörde det sig om att man skapade gångstråk bakom läktaren i outfield.

## Konstruktion

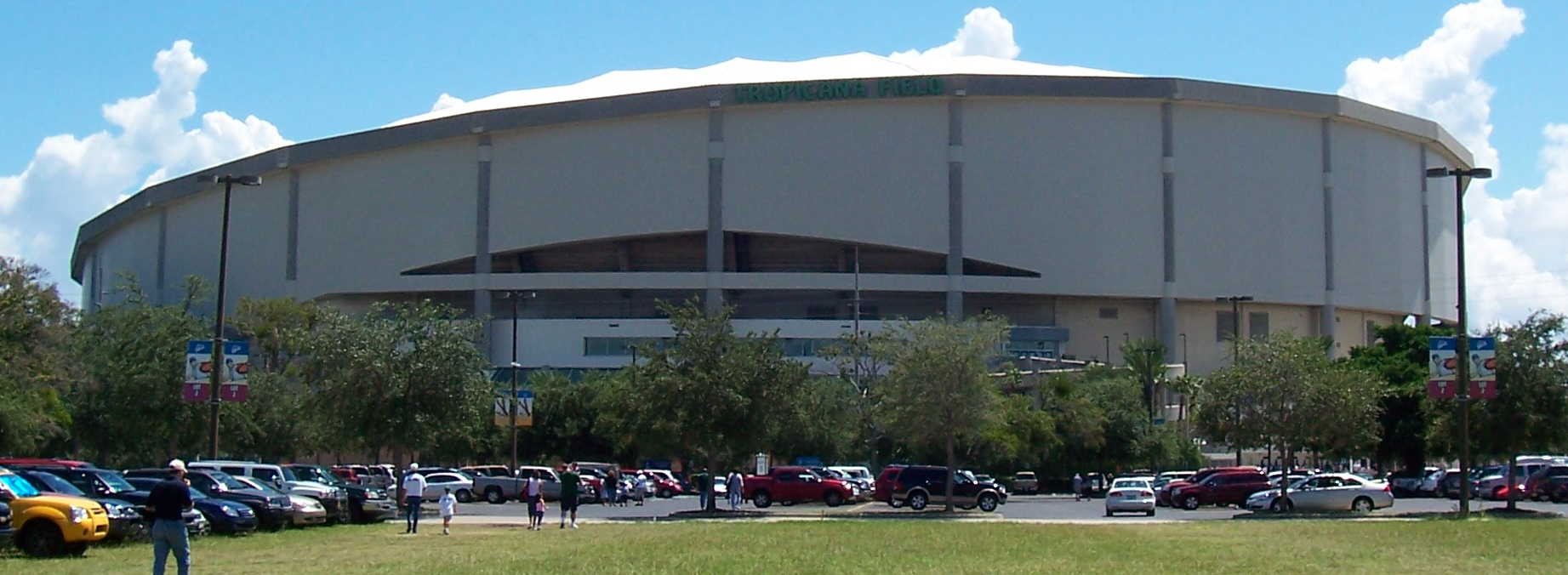
Tropicana Field har ett unikt lutande tak.

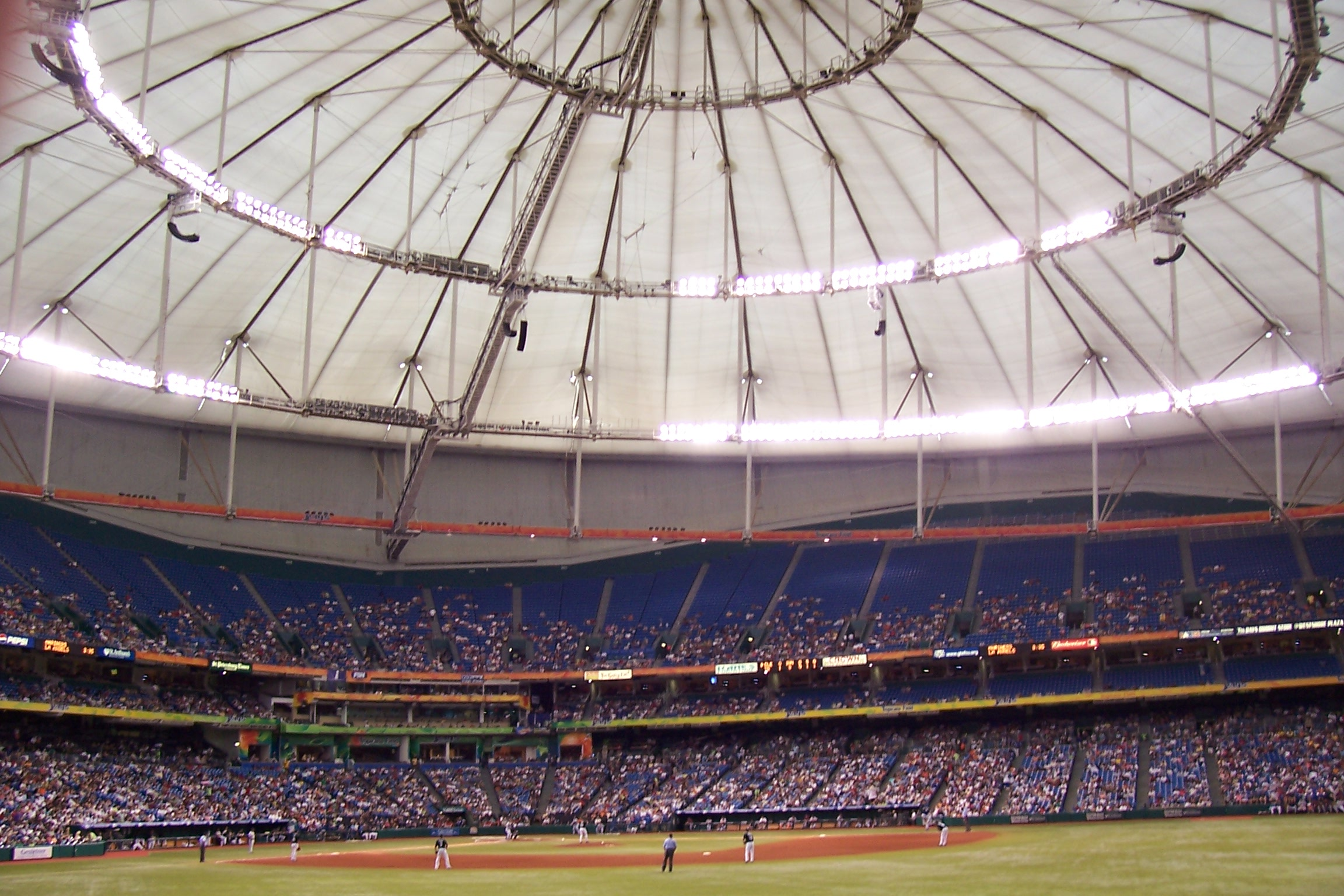
Taket sett inifrån.

Tropicana Fields tak är cirka 25 000 m², består av glasfiber täckt med ett lager teflon och hålls uppe av 290 kilometer kabel. Taket lutar svagt och är som högst 69 meter över spelplanen, och ska kunna motstå vindstyrkor på upp till 185 km/h. Taket belyses med en orange färg när Rays har vunnit en hemmamatch.
Ett unikt inslag i Tropicana Field är det 38 m3 stora akvariet "Rays Touch Tank" precis bortom homerun-staketet i center field, som öppnade 2006. Akvariet innehåller ett 30-tal komulerockor, som besökarna kan röra och mata under matcherna. Om en hemmaspelare slår en homerun som landar i akvariet så skänker klubben 5 000 dollar till välgörenhet.
Tropicana Fields entré utgörs av en stor rotunda med åtta våningars takhöjd, byggd som en kopia av den som fanns i Ebbets Field i New York.

## Kapacitet

Tropicana Fields planstorlek.

Alla tiders publikrekord i arenan har New Kids on the Block, som den 11 augusti 1990 drog 47 150 åskådare till sin konsert där. Så många går inte in i dag när Rays spelar baseboll. En del av den övre läktaren täcks under grundserien av en presenning, vilket reducerar kapaciteten till cirka 25 000.